# Оттава Сенаторз в сезоне 2010/2011
| Сезон-2010/2011      | Сезон-2010/2011         |
| -------------------- | ----------------------- |
| Дивизион             | 5 (Северо-Восточный)    |
| Конференция          | 13 (Восток)             |
| Матчи                | 32 — 10 — 40            |
| Дома                 | 16 — 5 — 20             |
| На выезде            | 16 — 5 — 20             |
| Шайб заброшено       | 192                     |
| Шайб пропущено       | 250                     |
| Информация о команде |                         |
| Генеральный менеджер | Брайан Мюррей           |
| Главный тренер       | Кори Клустон            |
| Капитан              | Даниэль Альфредссон     |
| Ассистенты           | Майк Фишер Крис Филлипс |
| Арена                | Скоушабэнк Плэйс        |
| Средняя посещаемость | 18 379 зрителей         |
| Лидеры команды       |                         |
| Голы                 | Джейсон Спецца (21)     |
| Передачи             | Джейсон Спецца (36)     |
| Очки                 | Джейсон Спецца (57)     |
| Штрафные минуты      | Крис Нил (210)          |
| Плюс/минус           | Дэвид Хейл (+7)         |
| КНН                  | Крэйг Андерсон (2,05)   |
| ← 2009/10            | 2011/12 →               |

Сезон-2010/2011 стал 19-м в истории «Оттавы». Одержав за сезон лишь 32 победы и набрав 74 очка, «Сенаторы» не смогли пробиться в плей-офф уже во второй раз за три года. Оказавшись к концу января на 15-й строчке в Восточной конференции, клуб запустил режим перестройки, обменяв некоторых ветеранов на драфт-пики. По окончании сезона главный тренер команды Кори Клустон был отправлен в отставку.

## Межсезонье
Сразу по окончании предыдущего сезона «Сенаторы» подписали нескольких игроков, в числе которых оказались молодой форвард Колин Грининг, нападающий «Бингхэмтона» Райан Келлер и вратарь Майк Бродюр. После продолжительного ожидания был наконец выкуплен контракт Джонатана Чичу.
На место уволенного в январе тренера вратарей Элая Уилсона пришёл специалист из клуба АХЛ «Пеория» Рик Уэмсли, который в своё время занимался персонально с голкипером Паскалем Леклером.
Свободные агенты
Первого июля у 10-ти игроков истекали контракты с клубом. Четыре игрока становились ограниченно свободными агентами: Ник Фолиньо, Джесси Уинчестер, Крис Камполи и Петер Регин. Первые двое в июле подписали новые двухлетние соглашения уже в июле. Камполи и Регина предложенные контракты не устроили, но до арбитражного заседания игроки решили дело не доводить и в итоге продлили отношения с клубом.
Ни один из шести неограниченно свободных агентов не остался в команде: Антон Волченков подписал контракт с «Нью-Джерси», Мэтт Каллен перешёл в «Миннесоту», а Энди Саттон перебрался в стан «Анахайма». Мартен Сен-Пьер и Джош Хеннесси улетели пытать счастья в Европу, а Шейн Донован принял решение завершить карьеру.
Самым значимым приобретением «Сенаторов» стал звёздный защитник «Питтсбурга» Сергей Гончар, контракт с которым был подписан уже в первые часы после открытия рынка свободных агентов.
Ситуация с Джейсоном Спеццой
В начале июня издание «Оттава Сан» обнародовало информацию, что центрфорвард Джейсон Спецца недоволен результатами клуба и возможно скоро будет просить обмена в другую команду. Несмотря на то, что это было лишь предположение, оно в считанные часы облетело все канадские и американские издания, хоть немного пишущие о хоккее. Обсуждение этой темы подогревалось и молчанием самого Спеццы и генерального менеджера «Оттавы» Брайана Мюррея.
В итоге 20 июня заявление прессе решил сделать сам игрок:

«Я просто хочу прояснить всё то, что сейчас витает вокруг моего имени. Я никогда не требовал обмена. Да, в конце сезона я вспылил. Я был взбешён поражениями и тем, что всю ответственность за них возлагали именно на меня. Я просто сказал г-ну Мюррею, что мне очень нравится играть за „Сенаторов“, но если мой обмен пойдёт клубу на пользу, то лучше его совершить. Однако он ответил мне решительным отказом. Честно говоря, я был просто счастлив услышать такой ответ.»
Оригинальный текст (англ.)I just want to clear up a lot of the talk going on, at no point did I ever demand a trade to Bryan Murray. At the end of the year, I was pretty emotional and upset. I was upset at losing, I was upset at the response I got. I talked to Bryan about it, I see it in the newspapers every year, they talk about me, and I said, if you want to move me, you can move me. I wanna be here, but if he thinks it's best for the team and the city, then he can move me.He told me he wasn't going to move me. To be honest I was happy about it.

### Предсезонные матчи
18 июня на официальном сайте «Оттавы» появилось расписание предсезонных матчей. Команде предстояло провести три матча на домашней арене, четыре в гостях и один (против «Баффало») — на нейтральном поле в рамках фестиваля «Крафт Хоккивилля», проходившем в городке Дандас, провинция Онтарио.

## Регулярный чемпионат
Расписание игр предстоящего сезона было обнародовано 22 июня 2010 года. «Сенаторам» предстояло начать сезон игрой с «Баффало» на домашней арене 8 октября 2010 года, а завершать — выездным матчем с «Бостоном» 9 апреля 2011 года.
Задача, которую поставили перед командой, — попадание в плей-офф в 13-й раз за последние 14 лет. Однако мнения специалистов в основном отводили «Оттаве» место вне зоны кубковой восьмёрки Восточной конференции. Журналист издания «Хокки Ньюз» Адам Прото отдал «Сенаторам» 9 место, в то время как само издание поместило клуб на 10-ю строчку. Букмекерская контора «Лас Вегас Хилтон Спортс Бук» принимало ставки со значением 1:40, что «Оттава» возьмёт Кубок Стэнли.
22 октября 2010 года Даниэль Альфредссон забросил три шайбы в ворота «Баффало» и достиг отметки 1000 очков за карьеру. Через четыре дня матч «Оттавы» против «Финикса» (5:2) стал 1000-м в заокеанской карьере россиянина Сергея Гончара. В этом же матче «Оттава» поставила рекорд франшизы по времени между двумя заброшенными шайбами. Голы Эрика Карлссона и Алексея Ковалёва разделили лишь девять секунд игрового времени. Предыдущее достижение — 10 секунд — было датировано 1995 годом.
13 ноября 2010 года 14-летняя дочь ассистента главного тренера «Оттавы» Люка Ричардсона покончила жизнь самоубийством. Команда в это время была в четырёхматчевом выездном турне, но приняла решение вернуться в Оттаву на прощальную церемонию. На мероприятии, прошедшем в Скоушабэнк Плэйс, присутствовало 5600 зрителей, в числе которых были бывшие игроки Пол Коффи, Уэндел Кларк, Даг Гилмор и Тай Доми. По окончании церемонии хоккеисты «Оттавы» улетели чартерным рейсом в Роли, Ричардсон же взял отпуск. Он вернулся к исполнению своих обязанностей в январе.
22 ноября 2010 года Алексей Ковалёв, забросив шайбу и отдав результативную передачу в домашнем матче с «Лос-Анджелесом», стал третьим россиянином в истории НХЛ, которому покорилась отметка 1000 очков.
Уже через неделю «Оттава» начала ставить ещё один рекорд. Начав с матча против «Эдмонтона», хоккеисты «Сенаторов» не могли забросить шайбу в течение 202 минут 57 секунд игрового времени, прежде чем Крис Келли, наконец, положил этому конец, распечатав ворота «Рейнджерз» 5 декабря.
Крайне невразумительное выступление «Оттавы» стало порождать множество слухов, касавшихся перестановок внутри клуба. Однако владелец «Оттавы» Юджин Мелник, который умудрялся молчать, даже когда команда выдавала проигрышную серию по ходу января, в итоге дал эксклюзивное интервью изданию «Оттава Сан». Он сообщил, что, несмотря на все передряги, удалять генерального менеджера Брайана Мюррея и главного тренера Кори Клустона по ходу сезона не имеет смысла. Но Мелник всё же признал, что план по возвращению «Сенаторов» в число претендентов на Кубок Стэнли находится в разработке, и возможно вскоре придётся принимать «трудные решения».
Первым таким шагом стал обмен центрфорварда Майка Фишера в «Нэшвилл» на два драфт-пика. Такой ход вызвал неоднозначную реакцию у болельщиков. Кто-то считал, что в условиях начавшейся перестройки команды это было просто необходимо, другие же отказывались принимать то, что клуб покинул любимчик местной публики. Вдобавок многие посчитали, что этому шагу поспособствовала жена игрока певица Кэрри Андервуд, которая живёт в Нэшвилле. Её песни были просто-напросто удалены из трек-листов некоторых радиостанций Оттавы.
Вслед за этим клуб покинул ещё один игрок, который делал свои первые в НХЛ именно в стане «Сенаторов»: Крис Келли был отправлен в «Бостон» за право выбора во втором раунде Драфта-2012. Клуб существенно понизил свою зарплатную ведомость, обменяв Яркко Рууту и Алексея Ковалёва в «Анахайм» и «Питтсбург» соответственно.
Игравший из рук вон плохо вратарь Брайан Эллиотт уехал покорять «Колорадо», в обратном направлении последовал проводивший не лучший сезон голкипер Крэйг Андерсон. 28 февраля с драфта отказов был подобран ещё один страж ворот Кёртис МакЭлинни. Сроки выздоровления предыдущего основного голкипера «Сенаторов» Паскаля Леклера так и остались невыясненными.
Одного старожила команды «Оттава» всё же переподписала: им стал защитник Крис Филлипс, заключивший новое трёхлетнее соглашение. После обмена Криса Камполи в «Чикаго» Филлипс стал единственным опытным защитником в команде.
Остаток сезона «Оттава» играла экспериментальным составом, вызывая из «Бингхэмтона» то одних, то других молодых игроков. Уже после 11 матчей за команду Крэйг Андерсон подписал новый четырёхлетний контракт. 8 апреля 2011, несмотря на прогнозы журналистов, Брайан Мюррей также продлил соглашение с клубом, а вот после заключительной игры сезона 9 апреля весь тренерский штаб во главе с Кори Клустоном был отправлен в отставку.

## Турнирная таблица
| # |                      | И  | В  | ПО | П  | Г+  | Г-  | О   |
| - | -------------------- | -- | -- | -- | -- | --- | --- | --- |
| 1 | «Бостон Брюинз»      | 82 | 46 | 11 | 25 | 246 | 195 | 103 |
| 2 | «Монреаль Канадиенс» | 82 | 44 | 8  | 30 | 216 | 209 | 96  |
| 3 | «Баффало Сэйбрз»     | 82 | 43 | 10 | 29 | 245 | 229 | 96  |
| 4 | «Торонто Мэйпл Лифс» | 82 | 37 | 11 | 34 | 218 | 251 | 85  |
| 5 | «Оттава Сенаторз»    | 82 | 32 | 10 | 40 | 192 | 250 | 74  |

| #  |                         | Див | И  | В  | ПО | П  | Г+  | Г-  | О   |
| -- | ----------------------- | --- | -- | -- | -- | -- | --- | --- | --- |
| 1  | «Вашингтон Кэпиталз»*   | ЮВ  | 82 | 48 | 11 | 23 | 224 | 197 | 107 |
| 2  | «Филдадельфия Флайерз»* | Атл | 82 | 47 | 12 | 23 | 259 | 223 | 106 |
| 3  | «Бостон Брюинз»*        | СВ  | 82 | 46 | 11 | 25 | 246 | 195 | 103 |
| 4  | «Питтсбург Пингвинз»    | Атл | 82 | 49 | 8  | 25 | 238 | 199 | 106 |
| 5  | «Тампа-Бэй Лайтнинг»    | ЮВ  | 82 | 46 | 11 | 25 | 247 | 240 | 103 |
| 6  | «Монреаль Канадиенс»    | СВ  | 82 | 44 | 8  | 30 | 216 | 209 | 96  |
| 7  | «Баффало Сэйбрз»        | СВ  | 82 | 43 | 10 | 29 | 245 | 229 | 96  |
| 8  | «Нью-Йорк Рейнджерз»    | Атл | 82 | 44 | 5  | 33 | 233 | 198 | 93  |
| 9  | «Каролина Харрикейнз»   | ЮВ  | 82 | 40 | 11 | 31 | 236 | 239 | 91  |
| 10 | «Торонто Мэйпл Лифс»    | СВ  | 82 | 37 | 11 | 34 | 218 | 251 | 85  |
| 11 | «Нью-Джерси Дэвилз»     | Атл | 82 | 38 | 5  | 39 | 174 | 209 | 81  |
| 12 | «Атланта Трэшерз»       | ЮВ  | 82 | 34 | 12 | 36 | 223 | 269 | 74  |
| 13 | «Оттава Сенаторз»       | СВ  | 82 | 32 | 10 | 40 | 192 | 250 | 74  |
| 14 | «Нью-Йорк Айлендерз»    | Атл | 82 | 30 | 13 | 39 | 229 | 264 | 73  |
| 15 | «Флорида Пантерз»       | ЮВ  | 82 | 30 | 12 | 40 | 195 | 229 | 72  |

Символом «*» обозначены победители дивизионов.

## Расписание и результаты матчей
Примечание: жирным курсивом выделены матчи, сыгранные «Сенаторами» на домашней арене.

## Статистика игроков
Вратари
| №  | Нац         | Игрок             | И  | Мин  | В  | ПО | П  | ГП  | КНН  | % отр. бр. | СИ | Г | П | О | ШТР |
| -- | ----------- | ----------------- | -- | ---- | -- | -- | -- | --- | ---- | ---------- | -- | - | - | - | --- |
| 29 | Флаг Канады | Майк Бродюр       | 4  | 97   | 0  | 0  | 1  | 7   | 4,33 | 83,33      | 0  | 0 | 0 | 0 | 0   |
| 30 | Флаг Канады | Брайан Эллиотт‡   | 43 | 2293 | 13 | 8  | 19 | 122 | 3,19 | 89,36      | 3  | 0 | 0 | 0 | 0   |
| 31 | Флаг Канады | Кёртис МакЭлинни† | 7  | 399  | 3  | 0  | 4  | 17  | 2,56 | 91,71      | 0  | 0 | 0 | 0 | 0   |
| 33 | Флаг Канады | Паскаль Леклер    | 14 | 763  | 4  | 1  | 7  | 36  | 2,83 | 90,79      | 0  | 0 | 0 | 0 | 0   |
| 40 | Флаг Швеции | Робин Ленер       | 8  | 341  | 1  | 0  | 4  | 20  | 3,52 | 88,76      | 0  | 0 | 0 | 0 | 2   |
| 41 | Флаг США    | Крэйг Андерсон†   | 18 | 1055 | 11 | 1  | 5  | 36  | 2,05 | 93,83      | 2  | 0 | 0 | 0 | 0   |

Символ «†» означает, что игрок пришёл в команду по ходу сезона. Статистика отражает только время, проведённое с «Сенаторами».

Символ «‡» означает, что игрок покинул команду по ходу сезона. Статистика отражает только время, проведённое с «Сенаторами».
Защитники
| №  | Нац         | Игрок         | И  | Г  | П  | О  | +/- | ШТР |
| -- | ----------- | ------------- | -- | -- | -- | -- | --- | --- |
| 4  | Флаг Канады | Крис Филлипс  | 82 | 1  | 8  | 9  | -35 | 32  |
| 5  | Флаг США    | Брайан Ли     | 50 | 0  | 3  | 3  | -10 | 24  |
| 14 | Флаг Канады | Крис Камполи‡ | 58 | 3  | 11 | 14 | -3  | 34  |
| 17 | Флаг Чехии  | Филип Куба    | 64 | 2  | 14 | 16 | -26 | 16  |
| 36 | Флаг США    | Дэвид Хейл    | 25 | 1  | 4  | 5  | +7  | 6   |
| 39 | Флаг Канады | Мэтт Каркнер  | 50 | 1  | 6  | 7  | 0   | 136 |
| 46 | Флаг Канады | Патрик Уиркош | 8  | 0  | 2  | 2  | 0   | 4   |
| 47 | Флаг Канады | Андре Бенуа   | 8  | 0  | 1  | 1  | -1  | 6   |
| 51 | Флаг Канады | Дерек Смит    | 9  | 0  | 1  | 1  | +3  | 0   |
| 55 | Флаг России | Сергей Гончар | 67 | 7  | 20 | 27 | -15 | 20  |
| 65 | Флаг Швеции | Эрик Карлссон | 75 | 13 | 32 | 45 | -30 | 50  |

Символ «‡» означает, что игрок покинул команду по ходу сезона. Статистика отражает только время, проведённое с «Сенаторами».
Нападающие
| №  | Нац            | Игрок               | И  | Г  | П  | О  | +/- | ШТР |
| -- | -------------- | ------------------- | -- | -- | -- | -- | --- | --- |
| 9  | Флаг Чехии     | Милан Михалек       | 66 | 18 | 15 | 33 | -12 | 49  |
| 10 | Флаг Словакии  | Марек Сватош†       | 19 | 3  | 2  | 5  | -1  | 8   |
| 11 | Флаг Швеции    | Даниэль Альфредссон | 54 | 14 | 17 | 31 | -19 | 18  |
| 12 | Флаг Канады    | Майк Фишер‡         | 55 | 14 | 10 | 24 | -19 | 33  |
| 13 | Флаг Дании     | Петер Регин         | 55 | 3  | 14 | 17 | -4  | 12  |
| 15 | Флаг Канады    | Зак Смит            | 55 | 4  | 5  | 9  | -11 | 120 |
| 16 | Флаг США       | Бобби Батлер        | 36 | 10 | 11 | 21 | -16 | 10  |
| 18 | Флаг Канады    | Джесси Уинчестер    | 72 | 4  | 9  | 13 | -9  | 42  |
| 19 | Флаг Канады    | Джейсон Спецца      | 62 | 21 | 36 | 57 | -7  | 28  |
| 21 | Флаг США       | Райан Потульны†     | 7  | 0  | 0  | 0  | 0   | 0   |
| 22 | Флаг Канады    | Крис Келли‡         | 57 | 12 | 11 | 23 | -12 | 27  |
| 24 | Флаг Франции   | Стефан да Коста     | 4  | 0  | 0  | 0  | -1  | 0   |
| 25 | Флаг Канады    | Крис Нил            | 80 | 6  | 10 | 16 | -14 | 210 |
| 26 | Флаг США       | Райан Шэннон        | 79 | 11 | 16 | 27 | +3  | 26  |
| 27 | Флаг России    | Алексей Ковалёв‡    | 54 | 14 | 13 | 27 | -9  | 28  |
| 37 | Флаг Канады    | Кори Лок            | 5  | 0  | 1  | 1  | -1  | 0   |
| 38 | Флаг США       | Эрик Кондра         | 26 | 6  | 5  | 11 | -1  | 12  |
| 42 | Флаг США       | Джим О'Брайен       | 6  | 0  | 0  | 0  | -3  | 2   |
| 43 | Флаг Швейцарии | Роман Вик           | 7  | 0  | 0  | 0  | -4  | 0   |
| 49 | Флаг Канады    | Франсис Лессар      | 24 | 0  | 0  | 0  | 0   | 78  |
| 52 | Флаг Канады    | Колин Грининг       | 24 | 6  | 7  | 13 | +2  | 10  |
| 58 | Флаг Канады    | Коди Бэсс           | 1  | 0  | 0  | 0  | 0   | 0   |
| 71 | Флаг США       | Ник Фолиньо         | 82 | 14 | 20 | 34 | -19 | 43  |
| 73 | Флаг Финляндии | Яркко Рууту‡        | 50 | 2  | 8  | 10 | -2  | 59  |

Символ «†» означает, что игрок пришёл в команду по ходу сезона. Статистика отражает только время, проведённое с «Сенаторами».

Символ «‡» означает, что игрок покинул команду по ходу сезона. Статистика отражает только время, проведённое с «Сенаторами».

## Достижения
| Дата            | Игрок               | Достижение                                       |
| --------------- | ------------------- | ------------------------------------------------ |
| 23 октября 2010 | Даниэль Альфредссон | 1000-е очко в НХЛ                                |
| 26 октября 2010 | Сергей Гончар       | 1000-я игра в НХЛ                                |
| 28 октября 2010 | Яркко Рууту         | 1000-я минута штрафа в НХЛ                       |
| 2 ноября 2010   | Сергей Гончар       | 1-й гол за «Оттаву»                              |
| 4 ноября 2010   | Ник Фолиньо         | 200-я игра в НХЛ                                 |
| 4 ноября 2010   | Дэвид Хейл          | 1-й гол за «Оттаву»                              |
| 6 ноября 2010   | Петер Регин         | 100-я игра в НХЛ                                 |
| 13 ноября 2010  | Мэтт Каркнер        | 100-я игра в НХЛ                                 |
| 13 ноября 2010  | Брайан Эллиотт      | 100-я игра в НХЛ                                 |
| 19 ноября 2010  | Райан Шэннон        | 200-я игра в НХЛ                                 |
| 22 ноября 2010  | Алексей Ковалёв     | 1000-е очко в НХЛ                                |
| 22 ноября 2010  | Крис Нил            | 600-я игра в НХЛ                                 |
| 22 ноября 2010  | Яркко Рууту         | 600-я игра в НХЛ                                 |
| 22 ноября 2010  | Милан Михалек       | 400-я игра в НХЛ                                 |
| 5 декабря 2010  | Крис Келли          | 1-й хет-трик в НХЛ                               |
| 16 декабря 2010 | Сергей Гончар       | 700-е очко в НХЛ                                 |
| 26 декабря 2010 | Крис Филлипс        | 900-я игра в НХЛ                                 |
| 8 января 2011   | Эрик Карлссон       | 100-я игра в НХЛ                                 |
| 13 января 2011  | Кори Лок            | 1-я результативная передача в НХЛ 1-е очко в НХЛ |
| 21 января 2011  | Брайан Ли           | 100-я игра в НХЛ                                 |
| 5 февраля 2011  | Крис Келли          | 100-я результативная передача в НХЛ              |
| 15 февраля 2011 | Джейсон Спецца      | 500-е очко в НХЛ                                 |
| 15 февраля 2011 | Эрик Кондра         | 1-я результативная передача в НХЛ 1-е очко в НХЛ |
| 19 февраля 2011 | Крэйг Андерсон      | 1-й матч «на ноль» за «Оттаву»                   |
| 23 февраля 2011 | Колин Грининг       | 1-я результативная передача в НХЛ 1-е очко в НХЛ |
| 26 февраля 2011 | Эрик Кондра         | 1-й гол в НХЛ                                    |
| 1 марта 2011    | Филип Куба          | 700-я игра в НХЛ                                 |
| 3 марта 2011    | Колин Грининг       | 1-й гол в НХЛ                                    |
| 3 марта 2011    | Дерек Смит          | 1-я результативная передача в НХЛ 1-е очко в НХЛ |
| 8 марта 2011    | Франсис Лессар      | 100-я игра в НХЛ                                 |
| 10 марта 2011   | Сергей Гончар       | 500-я результативная передача в НХЛ              |
| 22 марта 2011   | Марек Сватош        | 1-й гол за «Оттаву»                              |
| 27 марта 2011   | Марек Сватош        | 100-й гол в НХЛ                                  |
| 27 марта 2011   | Патрик Уиркош       | 1-я результативная передача в НХЛ 1-е очко в НХЛ |
| 31 марта 2011   | Ник Фолиньо         | 100-е очко в НХЛ                                 |
| 2 апреля 2011   | Андре Бенуа         | 1-я результативная передача в НХЛ 1-е очко в НХЛ |
| 7 апреля 2011   | Джесси Уинчестер    | 200-я игра в НХЛ                                 |

## Переходы игроков

### Обмены
| Дата            | Детали                                                            | Детали |
| --------------- | ----------------------------------------------------------------- | --- |
| 25 июня 2010    | В «Сент-Луис» • Пик в 1-м раунде Драфта-2010 (Владимир Тарасенко) | В «Оттаву» • Давид Рундблад                                                                                |
| 10 февраля 2011 | В «Нэшвилл» • Майк Фишер                                          | В «Оттаву» • Пик в 1-м раунде Драфта-2011 (Стефан Нейсен) • Пик в 3-м раунде Драфта-2012 (Джеррод Мэйденс) |
| 15 февраля 2011 | В «Бостон» • Крис Келли                                           | В «Оттаву» • Пик во втором раунде Драфта-2011 (Шейн Принс)                                                 |
| 17 февраля 2011 | В «Анахайм» • Яркко Рууту                                         | В «Оттаву» • Пик в шестом раунде Драфта-2011 (Макс МакКормик)                                              |
| 18 февраля 2011 | В «Колорадо» • Брайан Эллиотт                                     | В «Оттаву» • Крэйг Андерсон                                                                                |
| 24 февраля 2011 | В «Питтсбург» • Алексей Ковалёв                                   | В «Оттаву» • Пик в седьмом раунде Драфта-2011 (Райан Дзингел)                                              |
| 28 февраля 2011 | В «Чикаго» • Крис Камполи                                         | В «Оттаву» • Райан Потульны • Пик во втором раунде Драфта-2011 (Завьер Улле, выбран «Детройтом»)           |

### Подобранные с Драфта отказов
| Дата            | Игрок            | Предыдущий клуб |
| --------------- | ---------------- | --------------- |
| 24 февраля 2011 | Марек Сватош     | «Нэшвилл»       |
| 28 февраля 2011 | Кёртис МакЭлинни | «Тампа-Бэй»     |

### Подписанные свободные агенты
| Дата           | Игрок           | Контракт                                      | Предыдущий клуб      |
| -------------- | --------------- | --------------------------------------------- | -------------------- |
| 1 июля 2010    | Сергей Гончар   | Трёхлетний 5,5 млн $ в год                    | «Питтсбург»          |
| 7 июля 2010    | Кори Лок        | Двухлетний 0,55 млн $ в год Двусторонний      | «Хартфорд» (АХЛ)     |
| 14 июля 2010   | Роман Вик       | Однолетний 0,625 млн $ Контракт новичка       | «Клотен» (Швейцария) |
| 4 августа 2010 | Франсис Лессар  | Однолетний 0,55 млн $ Двусторонний            | «Сан-Антонио» (АХЛ)  |
| 4 августа 2010 | Дэвид Хейл      | Однолетний 0,675 млн $ Двусторонний           | «Тампа-Бэй»          |
| 6 августа 2010 | Андре Бенуа     | Однолетний 0,55 млн $ Двусторонний            | «Гамильтон» (АХЛ)    |
| 8 марта 2011   | Уэйси Хэмилтон  | Трёхлетний 0,715 млн $ в год Контракт новичка | «Медисин-Хат» (ЗХЛ)  |
| 31 марта 2011  | Стефан да Коста | Двухлетний 0,9 млн $ в год Контракт новичка   | «Мерримэк» (НАСС)    |
| 8 апреля 2011  | Пэт Кэннон      | Однолетний 0,6 млн $ Контракт новичка         | «Майами» (НАСС)      |

### Покинувшие клуб в качестве свободных агентов
| Джош Хеннесси   | «Лугано»(Швейцария) | Однолетний                   |
| Мартен Сен-Пьер | «Нефтехимик» (КХЛ)  | Однолетний                   |
| Джонатан Чичу   | «Вустер» (АХЛ)      | Контракт выкуплен            |
| Антон Волченков | «Нью-Джерси»        | Шестилетний 4,25 млн $ в год |
| Мэтт Каллен     | «Миннесота»         | Трёхлетний 3,5 млн $ в год   |
| Энди Саттон     | «Анахайм»           | Двухлетний 2,125 млн $ в год |

## Драфт-2010
Драфт-2010 прошёл в Стэйплз Центре (Лос-Анджелес) 25-26 июня 2010 года.
| # | Номер | Нац         | Игрок           | П  | Клуб                                |
| - | ----- | ----------- | --------------- | -- | ----------------------------------- |
| 3 | 76    | Флаг Чехии  | Якуб Цулек      | ЛН | «Римуски» (Юниорская лига Квебека)  |
| 4 | 106   | Флаг Швеции | Маркус Сёренсен | ПН | «Сёдертелье» (Швеция)               |
| 6 | 178   | Флаг Канады | Марк Стоун      | ПН | «Брандон» (ЗХЛ)                     |
| 7 | 196   | Флаг США    | Брайс Энелоски  | ЗЩ | «Сидар-Рапидс» (Хоккейная лига США) |